# Chryzostom Gorzeński
Chryzostom Gorzeński herbu Nałęcz (zm. przed 14 października 1704 roku) – wojski poznański w latach 1690–1704, żupnik bydgoski, żupnik województw wielkopolskich w 1696 roku.
Poseł sejmiku średzkiego województw poznańskiego i kaliskiego na sejm koronacyjny 1676 roku. Sędzia kapturowy sądu grodzkiego poznańskiego w 1696 roku. Był elektorem Augusta II Mocnego w 1697 roku z województwa kaliskiego. 5 lipca 1697 roku podpisał w Warszawie obwieszczenie do poparcia wolnej elekcji, które zwoływało szlachtę na zjazd w obronie naruszonych praw Rzeczypospolitej. 
Poseł na sejm pacyfikacyjny 1699 roku z województwa poznańskiego. Sędzia kapturowy ziemstwa i grodu poznańskiego w 1704 roku.